# Józef Budkiewicz

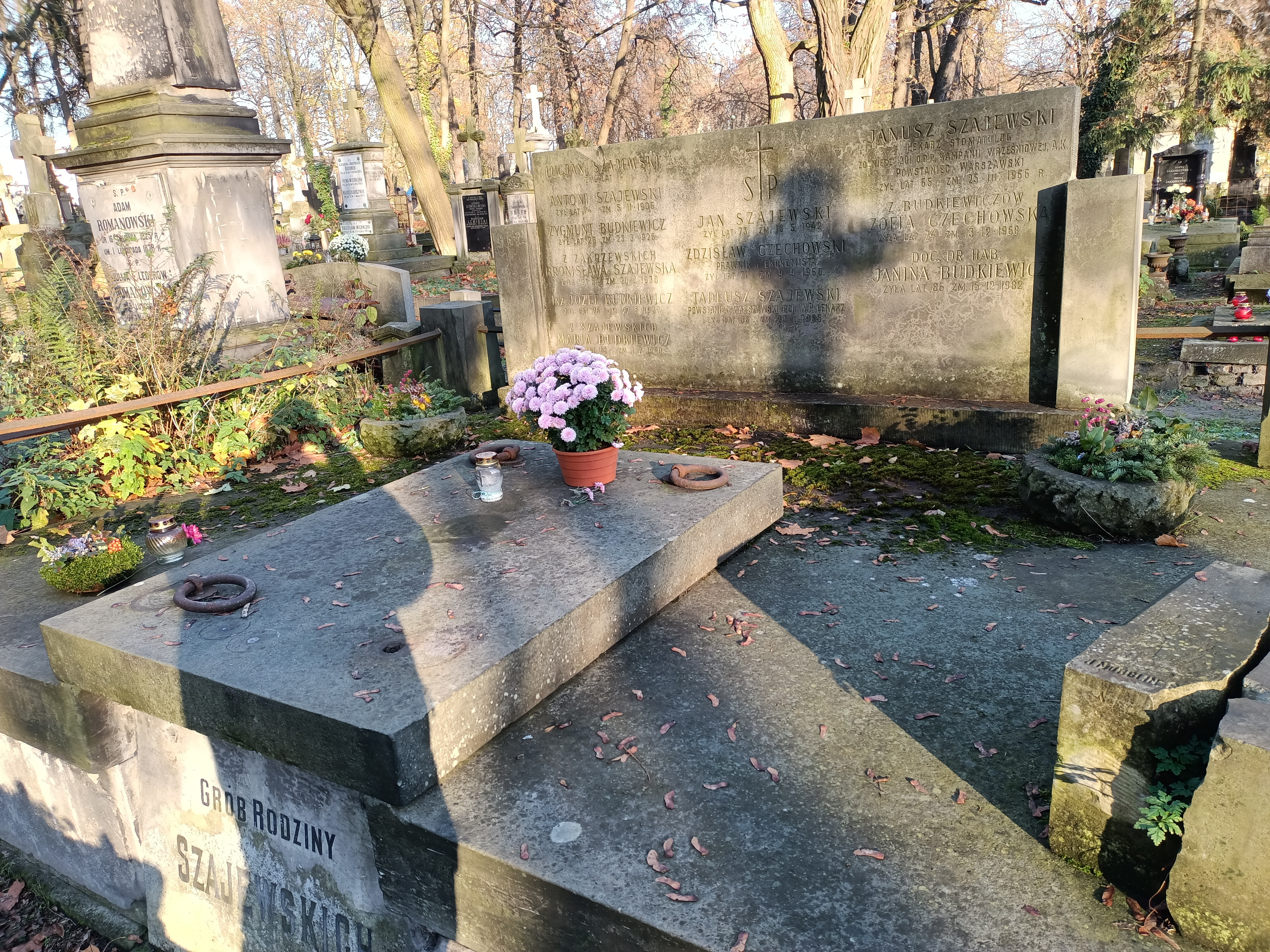
Grób Józefa Budkiewicza na cmentarzu Powązkowskim

Józef Budkiewicz (ur. 18 marca 1861 w Koconi, zm. 27 lipca 1937) – polski inżynier.

## Życiorys
Syn Stanisława i Joanny z Tarnowskich, ożeniony z Marią Szajewską. Ukończył Warszawską Szkołę Realną oraz Politechnikę w Rydze. Był współzałożycielem Korporacji Akademickiej Arkonia, a po wystąpieniu z niej członkiem, założycielem i pierwszym prezesem polskiej Korporacji Welecja. Po ukończeniu studiów odbył obowiązkową służbę w wojsku rosyjskim. W 1886 rozpoczął pracę w biurze naczelnika służby drogowej kolei nadwiślańskiej. Od 1892 do 1894 prowadził budowę ok. 100 km bocznic kolei południowo-zachodniej na Wołyniu w okolicy Stepania.
Następnie pełnił funkcję kierownika studiów projektowanej przez ówczesny Zarząd Kolei fabryczno-łódzkiej linii obwodnicowej. Od 1898 pracował w kolejnictwie dojazdowym wykonując projekty budowy kolei dojazdowej grójeckiej, a następnie był kierownikiem budowy kolei grójeckiej i Jabłonna-Wawer. W ciągu 10 lat zajmował stanowisko dyrektora zarządu kolei mareckiej, a w 1915, po przymusowej ewakuacji do Rosji, dyrektora Warszawskiej Kolei Dojazdowej. Dzięki jego staraniom zniszczone w czasie odwrotu Rosjan koleje dojazdowe: wilanowska, grójecka i Jabłonna-Karczew w 1916 roku wznowiły działalność.
Od 1906 do 1907 pracował w Centralnym Komitecie Wyborczym wraz z Henrykiem Sienkiewiczem jako przedstawiciel Polskiej Partii Postępowej, której był współtwórcą. 
Został pochowany na cmentarzu Powązkowskim w Warszawie (kwatera 30 wprost-4-27,28,29).

## Ordery i odznaczenia
- Krzyż Oficerski Orderu Odrodzenia Polski (10 listopada 1928)[4]
- Krzyż Oficerski Orderu Leopolda (Belgia)[2]